# Adaptacja układu oddechowego u noworodka donoszonego
Adaptacja układu oddechowego u noworodka donoszonego – proces adaptacji, czyli przystosowania układu oddechowego u noworodków. Podczas porodu u płodu zachodzą procesy pozwalające na przystosowanie się do funkcjonowania z łożyskowej wymiany gazowej na wymianę przez płuca.
Najważniejszy jest pierwszy, własny oddech noworodka. U 70% zdrowych, donoszonych noworodków pierwszy oddech ma miejsce w ciągu 30 sekund po urodzeniu. Wywoływany jest przez bodźce czuciowe i mechaniczne: zimno, światło, ból, siła ciążenia, ucisk podczas przechodzenia przez kanał rodny oraz przez zmiany chemiczne we krwi: spadek prężności tlenu, wzrost prężności dwutlenku węgla, przejściowa kwasica, wzrost ciśnienia krwi w krążeniu obwodowym (po zaciśnięciu pępowiny). Bezpośrednio po porodzie napływ powietrza powoduje wystąpienie napięcia powierzchniowego i sił kurczących w pęcherzykach płucnych oraz ujemne ciśnienie śródmiąższowe. Płyn płucny jest resorbowany, a po 2-3 oddechach stabilizuje się resztkowa pojemność oddechowa płuc. 
Prawidłowa częstość oddechów u noworodka wynosi 40-50/min. O ustaleniu się prawidłowej czynności oddechowej noworodka decydują: prawidłowy układ nerwowy z wrażliwymi ośrodkami oddechowymi i sprawnymi drogami przewodzącymi bodźce, układ mięśniowy wrażliwy na bodźce oddechowe, dojrzałe morfologicznie, czynnościowo i biochemicznie płuca z prawidłową zawartości surfaktantu i z prawidłowo rozwiniętą siecią naczyń, wydolny układ sercowo-naczyniowy.